# Ladislav Zikmund
Ladislav Zikmund (* 29. dubna 1995) je český hokejový útočník, odchovanec HC Energie Karlovy Vary, který od roku 2023 hraje za Eispiraten Crimmitschau ve druhé nejvyšší německé soutěži.

## Kluby podle sezón
- 2006–2012 HC Energie Karlovy Vary
- 2013–2015 HC Košice
- 2016–2019 Rytíři Kladno
- 2020–2021 HC Sparta Praha
- 2021–2023 Rytíři Kladno
- 2023– ETC Crimmitschau